# Radics Béla (cigányprímás)

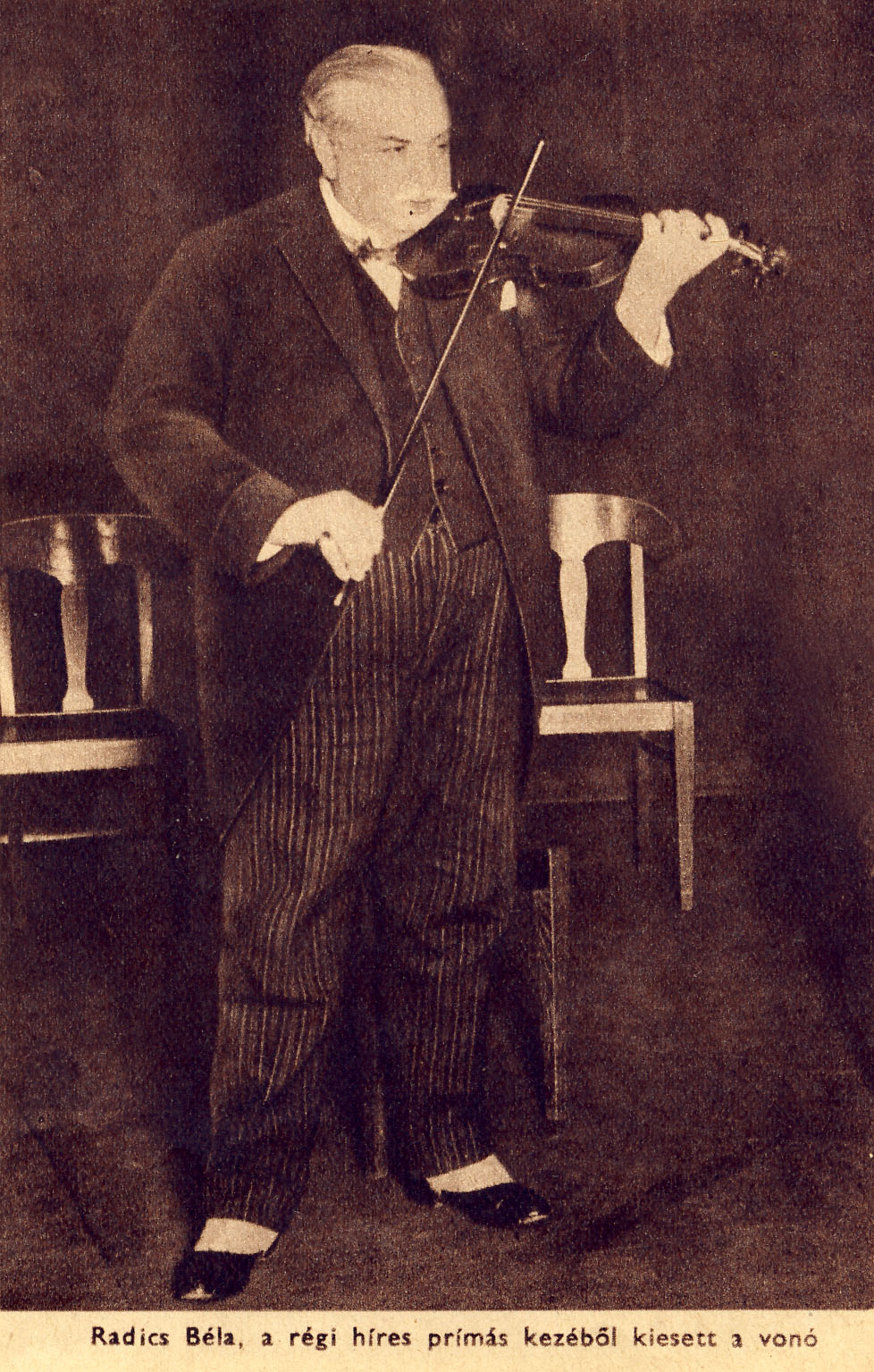
Radics Béla cigányprímás a rádióban.

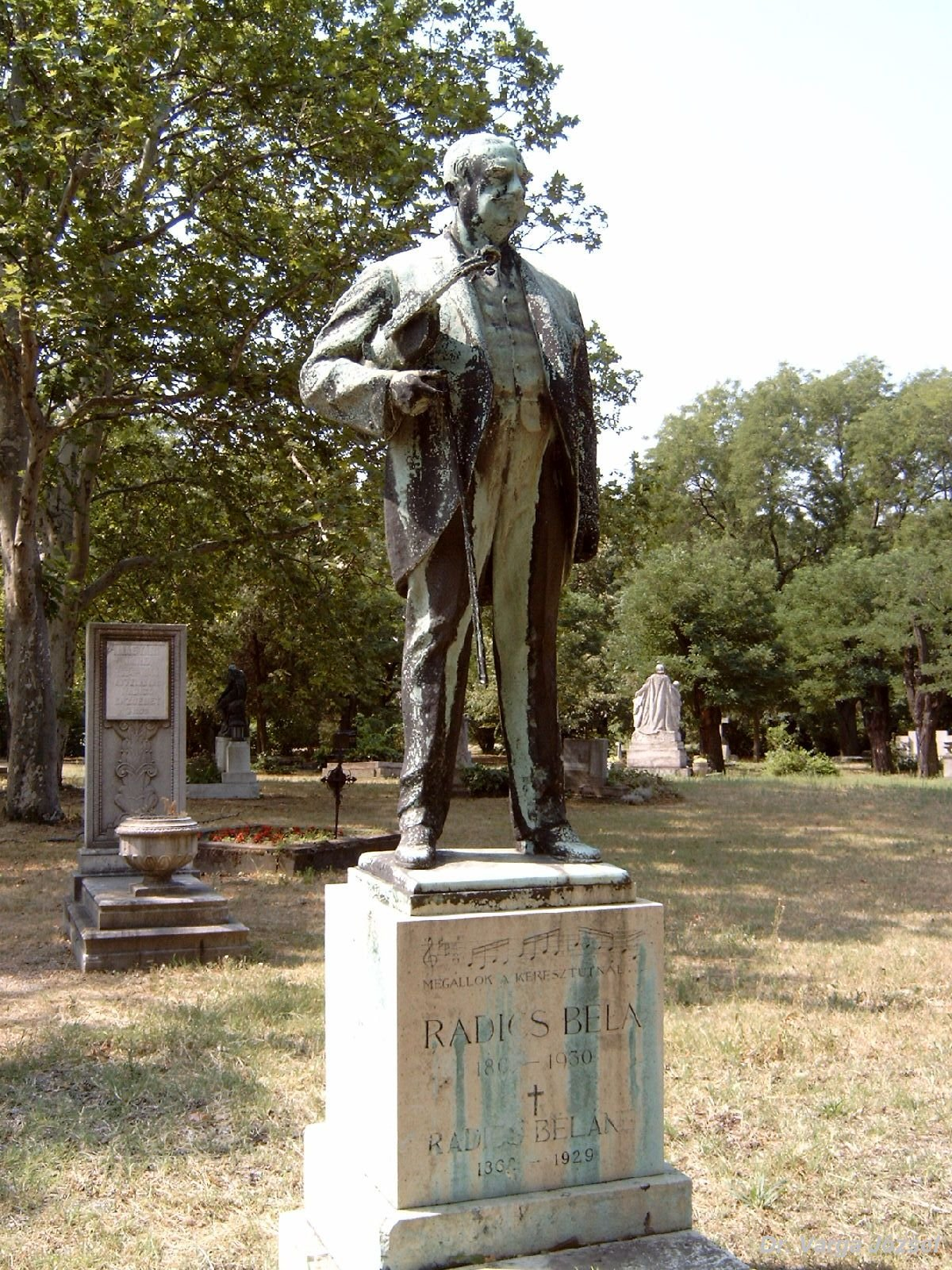
Radics Béla sírja Budapesten. Kerepesi temető: 11-2-17 (szobrász: Siklódy Lőrinc)

Radics Béla (Miskolc, 1867. július 7. – Budapest, 1930. február 21.) magyar cigányprímás, zeneszerző.

## Életpályája
Szülei Radics Vilmos és Boka Paula voltak. Eleinte édesapja zenekarában játszott, majd 1885-ben átvette annak vezetését. Játékát Claude Debussy, Erich Kleiber is hallgatta. Gyakran szerepelt külföldön; Monte-Carlóban, Párizsban, Londonban és Baden-Badenban.
Írt magyar nótákat (Megállok a keresztútnál…), keringőket (Titánia), kesergőket, indulókat és polkákat.
Sírja a Kerepesi temetőben található (11-2-17).

## Művei
- Megállok a keresztútnál…
- A faluban nincs több kislány, csak kettő
- Csendes ember lett belőlem
- Szép kisasszony, de haragszom magára

## Díjai
- Miskolc díszpolgára (1927)[5]